# Erik Pigani
Pour les articles homonymes, voir Pigani.
 (février 2016).
Si vous disposez d'ouvrages ou d'articles de référence ou si vous connaissez des sites web de qualité traitant du thème abordé ici, merci de compléter l'article en donnant les références utiles à sa vérifiabilité et en les liant à la section « Notes et références ».
Erik Pigani, né au XXe siècle, psychothérapeute de formation, est un parapsychologue et écrivain français, auteur de livres de vulgarisation psychologique.

## Biographie
Il a été journaliste, chef de rubrique à Psychologies magazine (1987-2014). Il joue du piano et a travaillé avec György Cziffra.
Il s’est spécialisé dans les recherches sur les états modifiés de conscience, notamment sur les rapports entre la créativité et les phénomènes psychologiques[réf. souhaitée]. Il s'est formé aux nouvelles thérapies, aux techniques du développement personnel et à la psychologie transpersonnelle, notamment avec Stanislav Grof[réf. souhaitée].

## Ouvrages
- Qui a peur des années 80 ? (en collaboration avec Nicolas Mélot), Le Rocher, 1980.
- La Vie, avant, pendant, après et ailleurs (en collaboration avec Jean-Yves Casgha), Philippe Lebaud éditeur, 1989.
- Objectif succès, De Vecchi, 1992.
- L’Art de gérer son temps, De Vecchi, 1990.
- Channels : les médiums du Nouvel Âge, Belfond, 1989 ; Pocket, 1992.
- Musique et Spiritualité, entretiens avec Monique Deschaussées, Dervy-Livres, 1990, 2004.
- Et le divin dans tout ça ?, entretiens avec Jean Charon, Albin Michel, 1998.
- Psi, enquête sur les phénomènes paranormaux, J’ai lu, 2001.
- Soyez zen, Presses du Châtelet, 2000, 2007.
- Soyez yang, Presses du Châtelet, 2002, 2008.
- La Psy : mode d’emploi (collaboration à un ouvrage collectif), Marabout, 2003.
- Channels, les voix de l’au-delà, Presses du Châtelet, 2003.
- Papa zen, Presses du Châtelet, 2004.
- L’Art zen du temps, Marabout, 2013.
- Le petit zen du bonheur, Presses du Châtelet, 2006.
- Le petit zen du jardin, Presses du Châtelet, 2006.
- Bien-être zen au quotidien (en collaboration avec Flavia Mazelin Salvi), Presses du Châtelet, 2006 ; Le Livre de Poche, 2007.
- Soyez zen à deux, Presses du Châtelet, 2007.
- La Communication animale, JC Lattès, 2007.
- Le Jardin philosophe, Presses du Châtelet, 2008.
- Boostez votre intelligence, éditions Solar, 2008.
- Manuel clinique des expériences extraordinaires (ouvrage collectif), Ch. 11 : « Les perceptions extra-sensorielles : le psi », Dunod, 2009.
- Papa zen, Presses du Châtelet, 2010.
- Petit cahier d'exercices pour rester zen dans un monde agité, éditions Jouvence, 2010, 2013.
- Petit cahier d'exercices pour ralentir quand tout va trop vite, éditions Jouvence, 2011.